# Лудуэнья
Лудуэ́нья (исп. Arroyo Ludueña) — небольшая река в аргентинском городе Росарио. Площадь водосборного бассейна реки 750 км² (по иным данным — 717 км²). Средний расход воды Лудуэньи 0,5 м³/с.
Река протекает по равнине, имеющей уклон 1,4 метра на километр. Среднегодовое количество осадков равно 1000 мм, суточное количество осадков может достигать 178 мм.
Лудуэнья начинается около посёлка Коронель-Арнольд в департаменте Сан-Лоренсо и течёт в общем северо-восточном направлении. В низовьях 1,5 километра течёт под землёй. Впадает в Парану на территории города Росарио.
Основные притоки — каналы Ла-Легуа, Ла-Медиа-Легуа, Сальват и Ибарлусеа. Общая длина водотоков бассейна равна 140 км.
В 1995 году на реке было построено водохранилище, служащее для регулирования стока.